# Langues aux îles Caïmans
La langue officielle des îles Caïmans est l'anglais (de jure depuis 2009,), ces îles faisant partie du territoire d'outre-mer du Royaume-Uni.
L'anglais est la première langue principale parlée à la maison en 2010 par 90,9 % de la population des îles soit 48 924 personnes, suivi de l'espagnol par 4,0 % soit 2 146 personnes (mais il est parlé par 10-12 % de la population), puis du filipino par 3,3 % soit 1 786 personnes (mais parlé par environ 5 % de la population, dont la plupart sont des résidents avec un permis de travail), les autres langues présentes représentant moins de 1 % chacune.
Linguistiquement, on distingue l'anglais standard (12,8 %), l'anglais des îles Caïmans (15,6 %) et le créole antillais (71,4 % : Jamaïque 41,4 % et îles Vierges 30,0 %).
Comme pour tout ce qui a lieu sur l'île, la langue de l'enseignement est l'anglais standard et le système scolaire est britannique.

## Recensements de 1999 et 2010
Lors du recensement général de la population et de l'habitat des îles Caïmans réalisé en 1999, les questions démo-linguistiques suivantes ont été posées :
- « Quelle(s) langue(s) cette personne peut-elle parler suffisamment bien pour tenir une conversation ? » (résultats : non trouvés)
- « Quelle langue cette personne parle-t-elle le plus souvent à la maison ? » (résultats : voir ci-dessous)

Lors du recensement général de la population et de l'habitat des îles Caïmans réalisé en 2010, la question démo-linguistique suivante a été posée :
- « Quelle langue cette personne parle-t-elle le plus souvent à la maison ? »

Principale langue parlée en 2010 (en 1999) :
1. Anglais : 93,8 % (96,5 %)
2. Espagnol : 3,3 % (2,6 %)
3. Autres : 2,8 % (1,0 %)

Principale langue parlée à la maison en 2010 (en 1999), :
1. Anglais : 90,9 % (95,0 %)
2. Espagnol : 4,0 % (3,2 %)
3. Autres : 5,1 % (1,8 %)

## Statistiques diverses
- Langues des sites web en .ky (2017)[9] : anglais 100 %
- Langues de consultation de Wikipédia (2013) : anglais 97 %, espagnol 1 %